# Аякучо (округ)
Округ Аяку́чо (ісп. Ayacucho) — адміністративно-територіальна одиниця провінції Буенос-Айрес в центральній Аргентині. Адміністративний центр округу — Аякучо.
Населення округу становить 21977 осіб (2022). Площа — 6756,1 кв. км.

## Історія
Округ заснований 1865 року Створено провінційним законом 441. Межі встановлені в 1866 році 

## Населення
У 2010 році населення становило 20337 осіб. З них чоловіків — 9985, жінок — 10352.

## Політика
Округ належить до 5-ого виборчого сектору провінції Буенос-Айрес.